# Ronde van Peking 2014
De 4e editie van de Ronde van Peking begon op 10 oktober 2014 in Chong Li en eindigde op 14 oktober 2014 in het Nationaal Stadion van Peking. De ronde maakte deel uit van de UCI World Tour 2014. Winnaar werd de Belgische renner Philippe Gilbert.

## Deelnemende ploegen
| 17 UCI World Tour ploegen | 17 UCI World Tour ploegen | 17 UCI World Tour ploegen |
| ------------------------- | ------------------------- | ------------------------- |
| AG2R La Mondiale          | Garmin Sharp              | Omega Pharma-Quick-Step   |
| Belkin                    | Giant-Shimano             | Orica-GreenEdge           |
| BMC Racing Team           | Lampre-Merida             | Sky ProCycling            |
| Cannondale                | Lotto-Belisol             | Tinkoff-Saxo              |
| Europcar                  | Katjoesja                 | Trek Factory Racing       |
| FDJ.fr                    | Movistar                  |                           |

Astana schorste zichzelf voor de Ronde van Peking, nadat twee renners van de ploeg op doping werden betrapt in korte tijd (Valentin Iglinski en Maksim Iglinski). Dit komt voort uit een afspraak met de MPCC (Beweging Voor een Geloofwaardige Wielersport).

## Etappe-overzicht
| etappe | datum      | start                      | finish                      | afstand | winnaar          | klassementsleider |
| ------ | ---------- | -------------------------- | --------------------------- | ------- | ---------------- | ----------------- |
| 1e     | 10 oktober | Chong Li                   | Zhangjiakou                 | 167 km  | Luka Mezgec      | Luka Mezgec       |
| 2e     | 11 oktober | Chong Li                   | Yan Jia Ping                | 111 km  | Philippe Gilbert | Philippe Gilbert  |
| 3e     | 12 oktober | Yanqing                    | Qianjiadian                 | 176 km  | Tyler Farrar     | Philippe Gilbert  |
| 4e     | 13 oktober | Yanqing                    | Mentougou Miaofeng Mountain | 157 km  | Daniel Martin    | Philippe Gilbert  |
| 5e     | 14 oktober | Plein van de Hemelse Vrede | Het Vogelnest               | 117 km  | Sacha Modolo     | Philippe Gilbert  |

## Etappe-uitslagen

### 1e etappe
| Chong Li - Zhangjiakou (167 km) |                   |                         |          |
| Plaats                          | Naam              | Ploeg                   | Tijd     |
| Winnaar                         | Luka Mezgec       | Giant-Shimano           | 4u22'58" |
| 2                               | Caleb Ewan        | Orica-GreenEdge         | z.t.     |
| 3                               | Tyler Farrar      | Garmin Sharp            | z.t.     |
| 4                               | Sacha Modolo      | Lampre-Merida           | z.t.     |
| 5                               | Nikolas Maes      | Omega Pharma-Quick-Step | z.t.     |
| 6                               | Moreno Hofland    | Belkin Pro Cycling      | z.t.     |
| 7                               | Steele Von Hoff   | Garmin Sharp            | z.t.     |
| 8                               | Boy van Poppel    | Trek Factory Racing     | z.t.     |
| 9                               | Davide Appollonio | AG2R-La Mondiale        | z.t.     |
| 10                              | Olivier Le Gac    | FDJ.fr                  | z.t.     |

| Algemeen klassement |                    |                         |          |
| Plaats              | Naam               | Ploeg                   | Tijd     |
| Rode trui           | Luka Mezgec        | Giant-Shimano           | 4u22'48" |
| 2                   | Caleb Ewan         | Orica-GreenEdge         | +4"      |
| 3                   | Julian Kern        | AG2R-La Mondiale        | +5"      |
| 4                   | Tyler Farrar       | Garmin Sharp            | +6"      |
| 5                   | Jérémy Roy         | FDJ.fr                  | z.t.     |
| 6                   | Tosh Van der Sande | Lotto-Belisol           | +8"      |
| 7                   | Philippe Gilbert   | BMC Racing Team         | +9"      |
| 8                   | Sacha Modolo       | Lampre-Merida           | +10"     |
| 9                   | Nikolas Maes       | Omega Pharma-Quick-Step | z.t.     |
| 10                  | Moreno Hofland     | Belkin Pro Cycling      | z.t.     |

### 2e etappe
| Chong Li - Yan Jia Ping (111 km) |                             |                         |          |
| Plaats                           | Naam                        | Ploeg                   | Tijd     |
| Winnaar                          | Philippe Gilbert            | BMC Racing Team         | 2u29'02" |
| 2                                | Reinardt Janse van Rensburg | Giant-Shimano           | z.t.     |
| 3                                | Rui Costa                   | Lampre-Merida           | z.t.     |
| 4                                | Sergej Tsjernetski          | Team Katjoesja          | z.t.     |
| 5                                | Daniel Martin               | Garmin Sharp            | z.t.     |
| 6                                | Pieter Serry                | Omega Pharma-Quick-Step | z.t.     |
| 7                                | Jesus Herrada               | Team Movistar           | z.t.     |
| 8                                | Esteban Chaves              | Orica-GreenEdge         | z.t.     |
| 9                                | Daryl Impey                 | Orica-GreenEdge         | z.t.     |
| 10                               | Mikaël Cherel               | AG2R-La Mondiale        | z.t.     |

| Algemeen klassement |                             |                         |          |
| Plaats              | Naam                        | Ploeg                   | Tijd     |
| Rode trui           | Philippe Gilbert            | BMC Racing Team         | 6u51'49" |
| 2                   | Reinardt Janse van Rensburg | Giant-Shimano           | +5"      |
| 3                   | Rui Costa                   | Lampre-Merida           | +7"      |
| 4                   | Jesus Herrada               | Team Movistar           | +11"     |
| 5                   | Pieter Serry                | Omega Pharma-Quick-Step | z.t.     |
| 6                   | Mikaël Cherel               | AG2R-La Mondiale        | z.t.     |
| 7                   | Sergej Tsjernetski          | Team Katjoesja          | z.t.     |
| 8                   | Rigoberto Urán              | Omega Pharma-Quick-Step | z.t.     |
| 9                   | Warren Barguil              | Giant-Shimano           | z.t.     |
| 10                  | Julián Arredondo            | Trek Factory Racing     | z.t.     |

### 3e etappe
| Yanqing - Qianjiadian (176 km) |                      |                         |          |
| Plaats                         | Naam                 | Ploeg                   | Tijd     |
| Winnaar                        | Tyler Farrar         | Garmin Sharp            | 4u15'46" |
| 2                              | Luka Mezgec          | Giant-Shimano           | z.t.     |
| 3                              | Nikolas Maes         | Omega Pharma-Quick-Step | z.t.     |
| 4                              | Moreno Hofland       | Belkin Pro Cycling      | z.t.     |
| 5                              | Maximiliano Richeze  | Lampre-Merida           | z.t.     |
| 6                              | Edvald Boasson Hagen | Sky ProCycling          | z.t.     |
| 7                              | Danny van Poppel     | Trek Factory Racing     | z.t.     |
| 8                              | Boy van Poppel       | Trek Factory Racing     | z.t.     |
| 9                              | Davide Appollonio    | AG2R-La Mondiale        | z.t.     |
| 10                             | Caleb Ewan           | Orica-GreenEdge         | z.t.     |

| Algemeen klassement |                             |                         |           |
| Plaats              | Naam                        | Ploeg                   | Tijd      |
| Rode trui           | Philippe Gilbert            | BMC Racing Team         | 11u07'35" |
| 2                   | Reinardt Janse van Rensburg | Giant-Shimano           | +5"       |
| 3                   | Rui Costa                   | Lampre-Merida           | +7"       |
| 4                   | Daryl Impey                 | Orica-GreenEdge         | +9"       |
| 5                   | Jesus Herrada               | Team Movistar           | +10"      |
| 6                   | Luka Mezgec                 | Giant-Shimano           | +11"      |
| 7                   | Pieter Serry                | Omega Pharma-Quick-Step | z.t.      |
| 8                   | Sergej Tsjernetski          | Team Katjoesja          | z.t.      |
| 9                   | Mikaël Cherel               | AG2R-La Mondiale        | z.t.      |
| 10                  | Warren Barguil              | Giant-Shimano           | z.t.      |

### 4e etappe
| Yanqing - Mentougou Miaofeng Mountain (157 km) |                    |                         |          |
| Plaats                                         | Naam               | Ploeg                   | Tijd     |
| Winnaar                                        | Daniel Martin      | Garmin Sharp            | 4u12'14" |
| 2                                              | Esteban Chaves     | Orica-GreenEdge         | +2"      |
| 3                                              | Philippe Gilbert   | BMC Racing Team         | z.t.     |
| 4                                              | Rui Costa          | Lampre-Merida           | z.t.     |
| 5                                              | Julián Arredondo   | Trek Factory Racing     | +10"     |
| 6                                              | Rinaldo Nocentini  | AG2R-La Mondiale        | z.t.     |
| 7                                              | Warren Barguil     | Giant-Shimano           | z.t.     |
| 8                                              | Rigoberto Urán     | Omega Pharma-Quick-Step | z.t.     |
| 9                                              | Sergej Tsjernetski | Team Katjoesja          | z.t.     |
| 10                                             | David López García | Sky ProCycling          | +13"     |

| Algemeen klassement |                    |                         |           |
| Plaats              | Naam               | Ploeg                   | Tijd      |
| Rode trui           | Philippe Gilbert   | BMC Racing Team         | 15u19'47" |
| 2                   | Daniel Martin      | Garmin Sharp            | +3"       |
| 3                   | Esteban Chaves     | Orica-GreenEdge         | +9"       |
| 4                   | Rui Costa          | Lampre-Merida           | +11"      |
| 5                   | Sergej Tsjernetski | Team Katjoesja          | +23"      |
| 6                   | Warren Barguil     | Giant-Shimano           | z.t.      |
| 7                   | Julián Arredondo   | Trek Factory Racing     | z.t.      |
| 8                   | Rinaldo Nocentini  | AG2R-La Mondiale        | z.t.      |
| 9                   | Rigoberto Urán     | Omega Pharma-Quick-Step | z.t.      |
| 10                  | Pieter Serry       | Omega Pharma-Quick-Step | +26"      |

### 5e etappe
| Plein van de Hemelse Vrede - Het Vogelnest (117 km) |                      |                    |          |
| Plaats                                              | Naam                 | Ploeg              | Tijd     |
| Winnaar                                             | Sacha Modolo         | Lampre-Merida      | 2u40'10" |
| 2                                                   | Greg Henderson       | Lotto-Belisol      | z.t.     |
| 3                                                   | Edvald Boasson Hagen | Sky ProCycling     | z.t.     |
| 4                                                   | Tyler Farrar         | Garmin Sharp       | z.t.     |
| 5                                                   | Moreno Hofland       | Belkin Pro Cycling | z.t.     |
| 6                                                   | Luka Mezgec          | Giant-Shimano      | z.t.     |
| 7                                                   | Davide Appollonio    | AG2R-La Mondiale   | z.t.     |
| 8                                                   | Ben Swift            | Sky ProCycling     | z.t.     |
| 9                                                   | Caleb Ewan           | Orica-GreenEdge    | z.t.     |
| 10                                                  | Enrique Sanz         | Team Movistar      | z.t.     |

## Eindklassementen
| Plaats    | Naam               | Ploeg                   | Tijd      |
| --------- | ------------------ | ----------------------- | --------- |
| Rode trui | Philippe Gilbert   | BMC Racing Team         | 17u59'57" |
| 2         | Daniel Martin      | Garmin Sharp            | +3"       |
| 3         | Esteban Chaves     | Orica-GreenEdge         | +9"       |
| 4         | Rui Costa          | Lampre-Merida           | +11"      |
| 5         | Sergej Tsjernetski | Team Katjoesja          | +23"      |
| 6         | Warren Barguil     | Giant-Shimano           | z.t.      |
| 7         | Julián Arredondo   | Trek Factory Racing     | z.t.      |
| 8         | Rinaldo Nocentini  | AG2R-La Mondiale        | z.t.      |
| 9         | Rigoberto Urán     | Omega Pharma-Quick-Step | z.t.      |
| 10        | Mikaël Cherel      | AG2R-La Mondiale        | +26"      |
| 11        | Pieter Serry       | Omega Pharma-Quick-Step | z.t.      |
| 12        | David López García | Sky ProCycling          | z.t.      |
| 13        | Samuel Sánchez     | BMC Racing Team         | z.t.      |
| 14        | Bryan Nauleau      | Team Europcar           | +44"      |
| 15        | Steven Kruijswijk  | Belkin Pro Cycling      | +47"      |
| 16        | Ryder Hesjedal     | Garmin Sharp            | +48"      |
| 17        | Rory Sutherland    | Tinkoff-Saxo            | +54"      |
| 18        | Philip Deignan     | Sky ProCycling          | z.t.      |
| 19        | Fabrice Jeandesboz | Team Europcar           | +1'00"    |
| 20        | Vladimir Goesev    | Team Katjoesja          | +1'06"    |

| Plaats      | Naam             | Ploeg              | Punten |
| ----------- | ---------------- | ------------------ | ------ |
| Groene trui | Tyler Farrar     | Garmin Sharp       | 45     |
| 2           | Luka Mezgec      | Giant-Shimano      | 44     |
| 3           | Moreno Hofland   | Belkin Pro Cycling | 33     |
|             |                  |                    |        |
| 4           | Philippe Gilbert | BMC Racing Team    | 31     |

| Plaats        | Naam             | Ploeg                   | Punten |
| ------------- | ---------------- | ----------------------- | ------ |
| Bolletjestrui | Michał Gołaś     | Omega Pharma-Quick-Step | 44     |
| 2             | Guillaume Boivin | Cannondale              | 30     |
| 3             | Julien Vermote   | Omega Pharma-Quick-Step | 25     |
|               |                  |                         |        |
| 5             | Karsten Kroon    | Tinkoff-Saxo            | 20     |

| Plaats     | Naam               | Ploeg              | Punten    |
| ---------- | ------------------ | ------------------ | --------- |
| Witte trui | Esteban Chaves     | Orica-GreenEdge    | 18u00'06" |
| 2          | Sergej Tsjernetski | Team Katjoesja     | +14"      |
| 3          | Warren Barguil     | Giant-Shimano      | z.t.      |
|            |                    |                    |           |
| 7          | Louis Vervaeke     | Lotto-Belisol      | +3'55"    |
| 17         | Moreno Hofland     | Belkin Pro Cycling | +19'39"   |

2011 ·
2012 ·
2013 ·
2014
 Tour Down Under · 
 Parijs-Nice · 
 Tirreno-Adriatico · 
 Milaan-San Remo · 
 Ronde van Catalonië · 
 E3 Harelbeke · 
 Gent-Wevelgem · 
 Ronde van Vlaanderen · 
 Ronde van het Baskenland · 
 Parijs-Roubaix · 
 Amstel Gold Race · 
 Waalse Pijl · 
 Luik-Bastenaken-Luik · 
 Ronde van Romandië · 
 Ronde van Italië · 
 Critérium du Dauphiné · 
 Ronde van Zwitserland · 
 Ronde van Frankrijk · 
 Clásica San Sebastián · 
 Ronde van Polen · 
  Eneco Tour · 
 Ronde van Spanje · 
 Vattenfall Cyclassics · 
 GP Ouest France-Plouay · 
 Grote Prijs van Quebec · 
 Grote Prijs van Montreal · 
 UCI Ploegentijdrit · 
 Ronde van Lombardije · 
 Ronde van Peking